# Heteromeles
Heteromeles, monotipski rod vazdazelenog drveća iz porodice ružovki (Rosaceae). Jedina vrsta je  H. arbutifolia, sjevernoamerička vrsta iz Kalifornije i poluotoka Baja California.
Rod je opisan u Familiarum Naturalium Regni Vegetabilis Synopses Monographicae 3: 100, 105. 1847.

## Opis
H. arbutifolia je u Kaliforniji poznat kao “Toyon”; to je prekrasan višegodišnji grm porijeklom iz zapadnog dijela Kalifornije i podnožja Sierre. Istaknuta je komponenta obalne biljne zajednice grmlja kadulje i dio je šumskih staništa čaparala i mješovitih hrastovih šuma prilagođenih suši. Također je poznata pod uobičajenim imenima “Christmas berry” i “California Holly” zbog jarko crvenih bobica koje proizvodi. Grad Hollywood je dobio ime po ovoj biljci.
Često naraste do visine od 8 stopa, ali neki spektakularni primjerci u Nacionalnoj šumi Los Padres visoki su preko 30 stopa. Listovi su joj zimzeleni, naizmjenični, oštro nazubljeni, dugi 5 cm i široki 2 cm.
U rano ljeto stvara male bijele cvjetove promjera 6 mm u gustim grozdovima. Pet latica je zaobljeno. Plod je malen, jarko crven i nalik bobici, rađa se u velikim količinama, sazrijeva u jesen i traje dugo do zime. Cvjetove posjećuju leptiri i drugi kukci; imaju blag miris poput gloga. Bobice konzumiraju ptice, uključujući ptice rugalice, američke crvendaće i Bombycilla cedrorum. Sisavci, uključujući kojote i medvjede, također jedu i rasturaju bobice.
Toyon bobice su kisele i adstrigentne, te sadrže malu količinu cijanogenih glikozida, koji se prilikom probave razgrađuju u cijanovodičnu kiselinu. To se uklanja blagim kuhanjem. Sirove bobice su brašnaste, opore i kisele, iako ih Indijanci jedu svježe ili gnječene u vodi od kojih prave napitak.

## Sinonimi
- Crataegus arbutifolia W.T.Aiton; Hortus Kew. 3: 202 (1811), nom. illeg.
- Crataegus serrulata Poir.; Encyc. Suppl. 1: 292 (1811)
- Heteromeles fremontiana Decne.; Nouv. Ann. Mus. Par. Ser. I. 10: 144 (1874)
- Heteromeles salicifolia (C.Presl) Abrams; Bull. N. Y. Bot. Gard. 6: 381 (1910)
- Mespilus arbutifolia (Lindl.) Link; Enum. Hort. Berol. Alt. 2: 236 (1822), nom. illeg.
- Photinia arbutifolia Lindl.; Trans. Linn. Soc. 13: 103, t. 10 (1821)
- Photinia foliolosa Nutt. ex M.Roem.; Syn. Rosifl. 105 (1847)
- Photinia nudiflora Nutt. ex M.Roem.; Syn. Rosifl. 105 (1847)
- Photinia salicifolia C.Presl; Epim. Bot. 204 (1851)
- Pyrus photinia M.F.Fay & Christenh.; Global Fl. 4: 115 (2018), nom. nov.

- H. arbutifolia, stablo
- H. arbutifolia, plodovi
- H. arbutifolia, cvjetovi
- H. arbutifolia
- H. arbutifolia